# Borj El Amri
Borj El Amri o Bordj El Amri (àrab: برج العامري, Burj al-ʿĀmrī) és una ciutat de Tunísia, situada uns 25 km al sud-oest de Manouba, a la governació homònima. És capçalera d'una delegació a la que el cens del 2004 assigna una població de 16.890 habitants. La ciutat tenia uns 10.000 habitants (2004).

## Economia
Es troba en zona agrícola dedicada al cultiu d'oliveres, però disposa d'una zona industrial. Té un petit aeroport.

## Administració
És el centre de la delegació o mutamadiyya homònima, amb codi geogràfic 14 55 (ISO 3166-2:TN-12), dividida en quatre sectors o imades:
- Borj El Amri (14 55 51)
- Menzel Habib (14 55 52)
- Borj Ennour (14 55 53)
- El Moussadine (14 55 54)

Al mateix temps, forma una municipalitat o baladiyya (codi geogràfic 14 16), que s'estén pels quatre sectors o imades de la delegació o mutamadiyya homònima.